# Guerra Civil na República Centro-Africana (2004–2007)

Mapa da Guerra Civil na República Centro-Africana.

A Guerra Civil na República Centro-Africana começou com uma revolta por parte dos rebeldes da União das Forças Democráticas para a Reunificação (UFDR), liderados por Michel Djotodia, após François Bozizé, tomar o poder em 2003. No entanto, os combates reais começaram em 2004. A guerra civil pode ser ligada ao conflito de Darfur no vizinho Sudão. Cerca de 10.000 pessoas foram deslocadas por causa da conflito civil.
A revolta consistiu em vários grupos rebeldes, vários dos quais eram de tamanho muito reduzido e fundados apenas no final do conflito. Além da UFDR, o conflito incluiu o Exército Popular para a Restauração da República e da Democracia (APRD), o Groupe d'action patriotique pour la liberation de Centrafrique (GAPLC), o Movimento dos Libertadores Centro-Africanos para a Justiça (MLCJ), a Front démocratique Centrafricain (FDC) e a União das Forças Republicanas (UFR).

## Citações
1. 1 2  United Nations Mission in the Central African Republic and Chad (MINURCAT)
2. 1 2 3 4 5  Mapping Conflict Motives: Central African Republic, Steven Spittaels & Filip Hilgert, pp. 7-20
3. ↑  Afrol News - No French help as Central African rebels advance 10 de noviembre de 2006.
4. ↑  ZIF Analysis - Armed Movements in Sudan, Chad, CAR, Somalia Eritrea and Ethiopia, Prof. Gérard Prunier, Addis Ababa, febrero de 2008, pp. 10-11.
5. ↑  Human Rights Watch 2007.
6. ↑  Hancock 2007.
7. ↑  BBC 2004.
8. ↑  IRIN 2006-11-13.
9. ↑  IRIN 2006-11-02.